# Раунд-Рок (Техас)
Раунд-Рок (англ. Round Rock) — місто (англ. city) в США, в округах Вільямсон і Тревіс штату Техас. Населення — 119 468 осіб (2020). Належить до метрополії Остін — Раунд-Рок. Місто розташоване приблизно за 30 кілометрів від центру Остіна, межа з яким пролягає по автомагістралі штату номер 45.

## Географія
Раунд-Рок розташований за координатами 30°31′25″ пн. ш. 97°40′3″ зх. д. / 30.52361° пн. ш. 97.66750° зх. д. (30.523716, -97.667363).  За даними Бюро перепису населення США в 2010 році місто мало площу 89,13 км², з яких 88,35 км² — суходіл та 0,78 км² — водойми. В 2017 році площа становила 93,72 км², з яких 92,90 км² — суходіл та 0,82 км² — водойми.

### Клімат
| Клімат міста Раунд-Рок  | Клімат міста Раунд-Рок | Клімат міста Раунд-Рок | Клімат міста Раунд-Рок | Клімат міста Раунд-Рок | Клімат міста Раунд-Рок | Клімат міста Раунд-Рок | Клімат міста Раунд-Рок | Клімат міста Раунд-Рок | Клімат міста Раунд-Рок | Клімат міста Раунд-Рок | Клімат міста Раунд-Рок | Клімат міста Раунд-Рок | Клімат міста Раунд-Рок |
| Показник                | Січ.                   | Лют.                   | Бер.                   | Квіт.                  | Трав.                  | Черв.                  | Лип.                   | Серп.                  | Вер.                   | Жовт.                  | Лист.                  | Груд.                  |                        |
| Абсолютний максимум, °C | 31                     | 37                     | 36                     | 37                     | 39                     | 41                     | 42                     | 43                     | 44                     | 37                     | 34                     | 29                     |                        |
| Середній максимум, °C   | 16                     | 18                     | 22                     | 26                     | 29                     | 33                     | 35                     | 36                     | 32                     | 27                     | 21                     | 16                     |                        |
| Середній мінімум, °C    | 2                      | 4                      | 8                      | 13                     | 17                     | 21                     | 22                     | 22                     | 19                     | 13                     | 8                      | 3                      |                        |
| Абсолютний мінімум, °C  | −14                    | −14                    | −7                     | −1                     | 6                      | 10                     | 15                     | 14                     | 10                     | −2                     | −5                     | −19                    |                        |
| Норма опадів, мм        | 55.4                   | 67. 1                  | 79.2                   | 69.3                   | 111.3                  | 118.4                  | 52.6                   | 55.6                   | 95.2                   | 106.4                  | 76.2                   | 63.8                   |                        |
| ----------------------- | ---------------------- | ---------------------- | ---------------------- | ---------------------- | ---------------------- | ---------------------- | ---------------------- | ---------------------- | ---------------------- | ---------------------- | ---------------------- | ---------------------- | ---------------------- |
| Джерело: weather.com    |                        |                        |                        |                        |                        |                        |                        |                        |                        |                        |                        |                        |                        |

## Демографія
Згідно з переписом 2010 року, у місті мешкало 99 887 осіб у 35 050 домогосподарствах у складі 25 587 родин. Густота населення становила 1121 особа/км².  Було 37223 помешкання (418/км²).
Расовий склад населення:
| - 70,8 % — білих - 9,8 % — чорних або афроамериканців - 5,2 % — азіатів - 0,7 % — корінних американців - 0,1 % — вихідців з тихоокеанських островів - 9,7 % — осіб інших рас |

До двох чи більше рас належало 3,8 %. Частка іспаномовних становила 29,0 % від усіх жителів.
За віковим діапазоном населення розподілялося таким чином: 31,1 % — особи молодші 18 років, 63,5 % — особи у віці 18—64 років, 5,4 % — особи у віці 65 років та старші. Медіана віку мешканця становила 32,0 року. На 100 осіб жіночої статі у місті припадало 96,8 чоловіків;  на 100 жінок у віці від 18 років та старших — 93,2 чоловіків також старших 18 років.
Середній дохід на одне домашнє господарство  становив 87 963 долари США (медіана — 72 412), а середній дохід на одну сім'ю — 98 457 доларів (медіана — 83 416). Медіана доходів становила 53 667 доларів для чоловіків та 40 666 доларів для жінок. За межею бідності перебувало 10,0 % осіб, у тому числі 14,6 % дітей у віці до 18 років та 5,6 % осіб у віці 65 років та старших.
Цивільне працевлаштоване населення становило 55 100 осіб. Основні галузі зайнятості: освіта, охорона здоров'я та соціальна допомога — 20,0 %, науковці, спеціалісти, менеджери — 14,3 %, роздрібна торгівля — 11,8 %, виробництво — 11,2 %.

## Міста-побратими
- Лейк-Маккуорі, Австралія[9]
- Сабінас-Ідальго, Мексика[9]